# Sofía FitzClarence
Sofía FitzClarence (Londres, agosto de 1796-Palacio de Kensington, 10 de abril de 1837), conocida de casada como Sofía Sidney, baronesa de De L'Isle y Dudley, fue la hija ilegítima mayor de Guillermo IV del Reino Unido y su amante Dorotea Jordan. Estaba casada con Philip Sidney, I barón de De L'Isle y Dudley, y tenía cuatro hijos sobrevivientes. Poco antes de su muerte en 1837, se desempeñó como ama de llaves estatal en el Palacio de Kensington.

## Familia y primeros años de vida
Sofía FitzClarence nació en agosto de 1796 en Somerset Street en Londres, la hija mayor del príncipe William, duque de Clarence y St Andrews, y su amante de largo tiempo, la actriz Dorotea Jordan. Sofía llegaría a tener nueve hermanos, cinco hermanos y cuatro hermanas, todos de apellido FitzClarence. Si bien las circunstancias impidieron que la pareja se casara, durante veinte años William y Dorothea disfrutaron de estabilidad doméstica y se dedicaron a sus hijos. En 1797, se mudaron de Clarence Lodge a Bushy House, residiendo en la residencia de Teddington hasta 1807. La pareja se separó en 1811 cuando William trató de producir un hijo legítimo como heredero.

## Matrimonio e hijos
El 13 de agosto de 1825, se casó con Philip Sidney, más tarde miembro del parlamento y primer barón de De L'Isle y Dudley de Penshurst en el condado de Kent. Sidney era pariente del poeta y filósofo romántico Percy Bysshe Shelley, aunque optó por eliminar «Shelley» de su apellido.
Sophia y su esposo tuvieron cuatro hijos sobrevivientes, tres hijas y un hijo:
- Adelaide Augusta Wilhelmina Sidney, se casó con su primo hermano, Frederick Charles George FitzClarence-Hunloke, hijo de Jorge FitzClarence, primer conde de Munster, sin descendencia.
- Ernestine Wellington Sidney, casada con Philip Perceval; madre del mayor Sir Philip Hunloke, quien fue el padre del teniente coronel Henry Philip Hunloke.
- Sophia Philippa Sidney, se casó con Alexander, Graf von Kielmannsegg, bisnieto de Johann Ludwig, Reichsgraf von Wallmoden-Gimborn (presunto hijo ilegítimo de Jorge II de Gran Bretaña).
- Philip Sidney, II barón de De L'Isle y Dudley de Penshurst (1828–1898), abuelo del primer vizconde de De L'Isle.

## Vida posterior

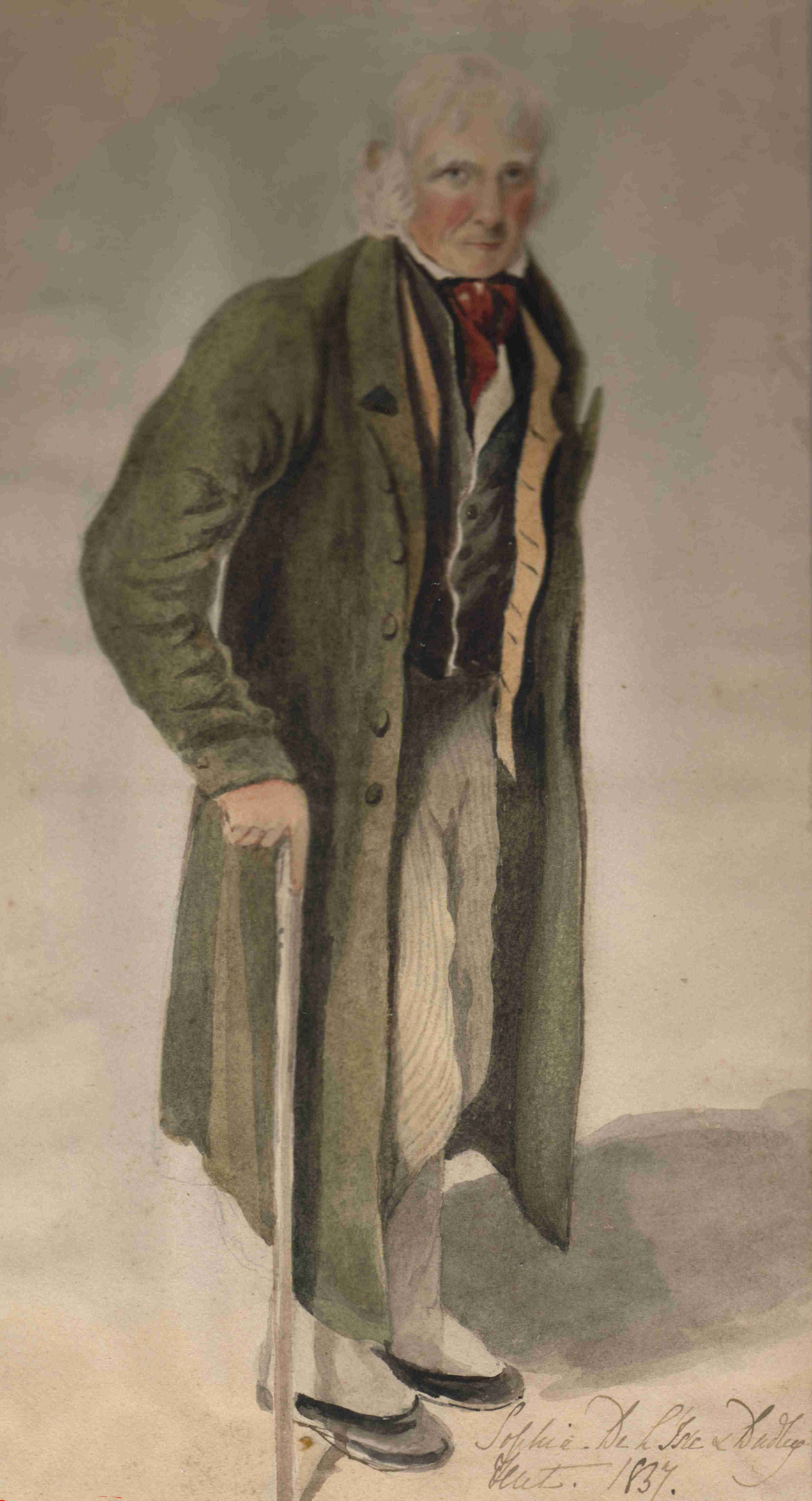
William IV dibujado por su hija Sofía en 1837.

En mayo de 1831, Sofía, al igual que sus hermanas, fue elevada al estatus de hija de un marqués. En enero de 1837, fue nombrada ama de llaves estatal del Palacio de Kensington, donde murió tres meses después. Sophia murió al dar a luz justo después de dibujar un boceto de su padre enfermo. Ella era su hija favorita y su muerte le causó un intenso dolor, exacerbado por el hecho de que estaba completamente separado de uno de sus otros hijos y hermano de Sofía, el conde de Munster. Fue recordada como una mujer de gran ingenio, encanto y alegría. Hay un monumento a ella en la iglesia San Juan Bautista (Penshurst).
El viudo Sidney murió en 1851.